# Robbie Dixon
Pour les articles homonymes, voir Dixon.
Robbie Dixon, né le 4 janvier 1985 à North Vancouver, est un skieur alpin canadien licencié à Whistler et s'illustrant dans les disciplines de vitesse (descente et super G). 

## Carrière
Au cours de sa carrière, il a participé Jeux olympiques d'hiver de 2010, et a pris part aux championnats du monde 2009 où sa meilleure performance est une vingtième place en super G à Val d'Isère. Depuis la saison 2007, il participe à la Coupe du monde, il y marque ses premiers points lors de la saison 2008 et réussit son premier top-10 en janvier 2008 à Kitzbühel en super G (sixième), alors portant le dossard 43. À plusieurs reprises, il est tout près de monter sur un podium mais collectionne les places au pied du podium (4e en super G à Kvitfjell, 5e en super G à Lake Louise et en descente à Kvitfjell entre 2008 et 2010). En décembre 2011, il collecte une autre quatrième place sur le super G de Beaver Creek, avant de chuter à l'entraînement en Italie et se faire une commotion cérébrale. Un an plus tôt, il a subi le même sort et a dû manquer les Championnats du monde 2011.
En fin d'année 2012, il se blesse plus sévèrement, se fracturant le tibia lors d'une course à Copper Mountain, qui achève sa saison.
Il figure dans les classements de Coupe du monde jusqu'en 2012 et y court jusqu'en 2014.
Il se retire du sport de haut niveau en 2016.

## Palmarès

### Jeux olympiques
| Épreuve / Édition | Vancouver 2010 |
| Descente          | Abandon        |
| Super G           | Abandon        |
| Slalom géant      | 24e            |

### Championnats du monde
| Épreuve / Édition | Bardonecchia 2005 juniors | Val d'Isère 2009 |
| Descente          | 30e                       | -                |
| Super G           | 41e                       | 20e              |
| Slalom géant      | Abandon                   | 21e              |
| Slalom            | Abandon                   | -                |
| Combiné           | -                         | Abandon          |

### Coupe du monde
- Meilleur classement général : 43e en 2010.
- Meilleur résultat : 4e.

#### Classements en Coupe du monde
| Année/Classement | Année/Classement | Général | Général | Descente | Descente | Super G | Super G | Slalom géant | Slalom géant |
| ---------------- | ---------------- | ------- | ------- | -------- | -------- | ------- | ------- | ------------ | ------------ |
| Année/Classement | Année/Classement | Class.  | Points  | Class.   | Points   | Class.  | Points  | Class.       | Points       |
| 2008             | 2008             | 63e     | 113     | 59e      | 5        | 19e     | 109     | -            | -            |
| 2009             | 2009             | 54e     | 144     | 20e      | 115      | 29e     | 29      | -            | -            |
| 2010             | 2010             | 43e     | 191     | 22e      | 94       | 20e     | 77      | 34e          | 20           |
| 2011             | 2011             | 80e     | 79      | 38e      | 26       | 27e     | 46      | 48e          | 7            |
| 2012             | 2012             | 78e     | 75      | 41e      | 25       | 32e     | 50      | -            | -            |

Le tableau ci-contre retrace les différents classements de Robbie Dixon en coupe du monde. il prend part à sa première épreuve de coupe du monde lors de la saison 2007 et marque ses premiers points (terminer dans les trente premières d'une épreuve) qu'à partir de la saison 2008.
Son meilleur classement général intervient en 2010 avec une 43e place au général. il n'est jamais monté sur un podium mais a réussi des performances notables, atteignant à onze reprises le top-10 d'une épreuve de descente et super G dont une 4e place en super G le 2 mars 2008 à Kvitfjell.

### Coupe Nord-américaine
- 5e du classement général en 2006.
- 7 podiums, dont 4 victoires.

### Championnats du Canada
- Champion du super G en 2009.